# Albert Ferber
Albert Ferber (* 1923; † 2010) war ein deutscher Ringer.

## Leben
Er begann mit 12 Jahren in Schifferstadt mit dem Ringen. Otto Heißler, ein früherer Spitzenringer, war sein erster Lehrmeister. 1941 erkämpfte er sich die deutsche Jugendmeisterschaft im griechisch-römischen Stil in der Klasse über 70 kg Körpergewicht. 1942 wurde er zur Wehrmacht eingezogen und kam erst 1948 aus der Kriegsgefangenschaft zurück. Er nahm aber sofort das Training wieder auf und stand bald wieder in der 1. Mannschaft des VfK Schifferstadt, die damals zu den besten Ringerteams Deutschlands zählte.
1950 wurde sein erfolgreichstes Jahr. Er wurde zuerst in Ludwigshafen am Rhein deutscher Meister im Halbschwergewicht, griechisch-römischer Stil, vor Herbert Krauskopf, Eckenheim, und Herbert Albrecht, Zella-Mehlis, dann erkämpfte er sich in Ebersbach an der Fils auch den Titel im freien Stil im Halbschwergewicht vor Alex Kommerell, Stuttgart, und Heinz Duffner, Freiburg im Breisgau. Weitere Erfolge bei deutschen Meisterschaften gelangen dem Kraftfahrzeugschlosser bei der Deutschen Bundesbahn aber nicht mehr. Albert Ferber rang danach noch viele Jahre recht erfolgreich in der 1. Mannschaft des VfK Schifferstadt und wurde dort einer der Lehrmeister von Wilfried Dietrich, der 1950 seine Karriere als Jugendlicher in Schifferstadt begann. Ferber starb 2010 im Alter von 87 Jahren und wurde am 14. September 2010 in seinem Wohnort Oftersheim beigesetzt.